# Dennis Davis
Dennis Davis é um baterista norte-americano e músico de sessão mais conhecido por seu trabalho com David Bowie.

## Discografia selecionada
Roy Ayers
- Coffy (1973)
- Virgo Red (1973)
- Tear to a Smile (1975)
- Red, Black and Green (1973)
- You Send Me (1978)
- I'm the One for your Love Tonight (1987)
- Double Trouble (1992)
- Good Vibrations (1993)
- Naste′ (1995)
- Mahogany Vibe (2004)

David Bowie
- Young Americans (1975)
- Station to Station (1976)
- Low (1977)
- "Heroes" (1977)
- Stage (1978)
- Lodger (1979)
- Scary Monsters (and Super Creeps) (1980)

Ronnie Foster
- Cheshire Cat (1975)

Iggy Pop
- The Idiot (1977)

Stevie Wonder
- Journey Through the Secret Life of Plants (1979)
- Hotter Than July (1980)
- Original Musiquarium (1982)